# Presbytère de Denée
Le presbytère de Denée est un presbytère situé à Denée, en France.

## Localisation
Le presbytère est situé dans le département français de Maine-et-Loire, sur la commune de Denée.

## Historique
L'édifice est inscrit au titre des monuments historiques en 1968.